# Virgichneumon tenuicornis
Virgichneumon tenuicornis là một loài tò vò trong họ Ichneumonidae.